# ان‌جی‌سی ۱۳۹۹
ان‌جی‌سی ۱۳۹۹ (انگلیسی: NGC 1399) یک کهکشان بیضوی بزرگ در جنوب صورت فلکی کوره، کهکشان مرکزی در خوشه Fornax است. این کهکشان ۶۶ میلیون سال نوری از زمین فاصله دارد. این کهکشان با قطر ۱۳۰٬۰۰۰ سال نوری یکی از بزرگ‌ترین کهکشان‌های خوشه کهکشانی و کمی بزرگتر از کهکشان راه شیری است. ویلیام هرشل این کهکشان را در ۲۲ اکتبر ۱۸۳۵ کشف کرد.

## ویژگی‌ها
این یک کهکشان از نوع سی‌دی (cD) است که یک مرکز روشن و یک پوشش گسترده و پراکنده آن را احاطه کرده‌است. این کهکشان همچنین یک کهکشان اولیه است، بزرگ‌ترین کهکشان در خوشه کوره نیز هست.
علیرغم نامشان، کهکشان‌های نوع اولیه بسیار قدیمی‌تر از کهکشان‌های مارپیچی هستند و بیشتر شامل ستاره‌های قدیمی و قرمز رنگ هستند. تشکیل ستاره بسیار کمی در این کهکشان‌ها اتفاق می‌افتد. به نظر می‌رسد که فقدان تشکیل ستاره در کهکشان‌های بیضوی از مرکز شروع می‌شود و سپس به آرامی به بیرون انتشار می‌یابد.